# Thaumastosoma tenue
Thaumastosoma tenue är en kräftdjursart som beskrevs av Robert Raymond Hessler 1970A. Thaumastosoma tenue ingår i släktet Thaumastosoma och familjen Nannoniscidae.
Artens utbredningsområde är Mexikanska golfen. Inga underarter finns listade i Catalogue of Life.